# Zachary Allan Recht
Pour les articles homonymes, voir Recht.
Œuvres principales
- Série Le Virus Morningstar

Zachary Allan Recht ou Z. A. Recht, né le 4 février 1983 à Bunker Hill (en) en Virginie-Occidentale et mort le 10 décembre 2009 , est un écrivain américain.
Il écrit un premier roman, Le Fléau des morts, publié en 2006, qui constitue le premier tome de la trilogie Le Virus Morningstar. Son deuxième roman Les Cendres des morts est publié en 2008. Son troisième roman, Survivants, est achevé par un autre écrivain et a été publié le 19 juin 2012. Il est mort chez lui le 10 décembre 2009 à l'âge de 26 ans ; les circonstances de sa mort n'ont pas été rendues publiques par ses parents.

## Carrière
Après le primaire, Z. A. Recht fait ses études en Virginie. Il est diplômé du lycée de Powhotan. Il fait le camp d’entrainement de l'armée américaine de Fort Jackson et termine chef d’escouade.
En 2006 et 2008 il publie ses deux premiers romans chez Permuted Press. En 2009 le quotidien The Journal l'emploie comme rédacteur. Peu avant sa mort il signe chez Simon & Schuster.

## Problèmes avec la justice
Le 8 août 2008, Z. A. Recht est arrêté par la police de Martinsburg en Virginie-Occidentale alors qu'il était entré par effraction dans un bâtiment pour se procurer du Xanax. Il a ensuite été incarcéré à la prison de Eastern Regional Jail.

## Œuvres

### SérieLe Virus Morningstar
1. Le Fléau des morts, Éclipse, 2010 ((en) Plague of the Dead, 2006)  (ISBN 978-2362700156)
2. Les Cendres des morts, Éclipse, 2011 ((en) Thunder and Ashes, 2008)  (ISBN 978-2362700484)
3. Survivants, Panini, coll. Éclipse, 2013 ((en) Survivors, 2012)  (ISBN 978-2809433197)